# بلا فن کرلینگ
 بلا فن کرلینگ (مجاری: Kehrling Béla؛ ۲۵ ژانویهٔ ۱۸۹۱ – ۲۶ آوریل ۱۹۳۷) یک تنیس‌باز اهل مجارستان بود.